# سيلفستر تشورتشل
سيلفستر تشورتشل (بالإنجليزية: Sylvester Churchill)‏ صحفي وضابط بالجيش الأمريكي.

## النشأة
لد في وودستوك، فيرمونت في 2 أغسطس 1783. تلقى تعليمه في مدارس بلدته. نشر في 1808، صحيفة أسبوعية، تزوج لوسي هنتر تشرشل (1786-1862)، ابنة وليام وماري (نيويل) هنتر، 30 آب، 1812، في وندسور، فيرمونت.

## الخدمة العسكرية
عند اندلاع حرب عام 1812، تم تعيينه كملازم أول في المدفعية الأمريكية يوم 12 مارس 1812، وتمت ترقيته إلى رتبة كابتن في 15 أغسطس، 1813.. رقي إلى رتبة ميجور في المدفعية الأمريكية يوم 1 يونيو 1821، ثم إلى كولونيل وو مفتش 6 ابريل 1835 حصل على رتبة بريجديه جنرال، في 23 فبراير 1847، تقديرا لجهوده في تحت قيادة الجنرال جون إليس وول، في معركة بوينا فيستا خلال الحرب المكسيكية الأمريكية. عند اندلاع الحرب الأهلية الأمريكية كان مفتشا للجيش لنحو 20 عامًا تقاعد 25 سبتمبر 1861، بسبب سوء حالته الصحية.
مات في واشنطن العاصمة 7 ديسمبر، 1862